# لورا، کوئینزلند
لورا (به انگلیسی: Laura) یک شهرک در استرالیا است که در کوئینزلند واقع شده‌است.